# Cathair Dónall
Cathair Donall ('fortificació de Donall', en anglès Caherdaniel) és una vila d'Irlanda, a la Gaeltacht del comtat de Kerry, a la província de Munster. Es troba al cantó sud-oest de la península d'Iveragh a l'Anell de Kerry, als marges de la badia de Derrynane.
A la vora hi ha una antiga fortificació de pedra (cathair), així com la Derrynane House, que fou la llar de Daniel O'Connell. Antigament hi havia jaciments de coure explotats des del 2000 aC.
El febrer del 2010 fou assolat per un incendi que va provocar danys en la natura i destruí part de la forest. També hi ha indicis del retorn de l'àguila marina.